# Karl Wilhelm von Dalla Torre
Karl Wilhelm von Dalla Torre (14. července 1850 Kitzbühel – 6. dubna 1928 Innsbruck) byl rakouský entomolog, který se zabýval i botanikou.

## Život
Dalla Torre studoval přírodní vědy na universitě v Innsbrucku. Později zde pracoval jako entomolog v roce 1874 získal doktorát a v roce 1895 se stal profesorem. Napsal více než 100 vědeckých publikací. Ve vědeckých jménech je udáván jako „Dalla Torre“. 

## Dílo (výběr)
- Catalogus hymenopterorum hucusque descriptorum systematicus et synonymicus. vol. 1-10. Leipzig 1894-
- společně s Antonem Hartingerem [Ill.] Atlas der Alpenflora. Wien: Verl. d. Dt. u. Österr. Alpenvereins, 1882-1884
- Die Alpenpflanzen im Wissensschatz der deutschen Alpenbewohner (1905)
- Flora der gefürsteten Grafschaft Tirol, des Landes Vorarlberg und des Fürstentums Liechtenstein", gemeinsam mit Ludwig von Sarnthein (1900-1913)
- Karl Wilhelm von Dalla Torre & Hermann Harms: Genera siphonogamarum ad systema Englerianum conscripta. Leipzig: G. Engelmann, 1900-1907
- společně s Heinrichem von Fickerem Klimatographie von Tirol und Vorarlberg. Wien: Gerold, 1909.

Další práce o hmyzu, Lepidoptera, Coleoptera a Hymenoptera viz odkazy.